# Teresa Chen Jinjie
Św. Teresa Chen Jinjie (chiń. 陳金婕德蘭) (ur. 1875 r. w Feng, Hebei w Chinach, zm. 5 lipca 1900 r. w Cao, Hebei) – święta Kościoła katolickiego, męczennica.
Teresa Chen Jinjie urodziła się we wsi Feng, powiat Qi, prowincja Hebei.
Podczas powstania bokserów doszło w Chinach do prześladowań chrześcijan. 5 lipca 1900 r. utworzyła się grupa dziesięciu krewnych i przyjaciół rodziny Chen, którzy wynajęli wóz, żeby uciec do sąsiedniego miasta. Jednak zostali schwytani w drodze przez powstańców. Ci natychmiast ścięli woźnicę, który prosił, żeby oszczędzili kobiety i dzieci. Również ścięto dwóch chłopców w wieku 12 i 17 lat (krewnych rodziny Chen) a ich matkę poraniono. Trzem innym osobom udało się uciec. Powstańcy chcieli zabrać ze sobą Teresę Chen Jinjie i jej młodszą siostrę Różę Chen Aijie, ale one nie zgodziły się na to. Potem klęcząc na drodze modliły się. Jeden z napastników zaczął ciągnąć Teresę Chen Jinjie, ale ta go odepchnęła. Wtedy zaatakował ją nożem i śmiertelnie zranił.
Dzień jej wspomnienia to 9 lipca (w grupie 120 męczenników chińskich).
Została beatyfikowana 17 kwietnia 1955 r. przez Piusa XII w grupie Leon Mangin i 55 Towarzyszy. Kanonizowana w grupie 120 męczenników chińskich 1 października 2000 r. przez Jana Pawła II.